# Попов, Пётр Георгиевич
Пётр Георгиевич Попов (1914—2000) — советский военачальник. Участник Великой Отечественной войны. Герой Советского Союза (1945). Полковник.

## Биография
Пётр Георгиевич Попов родился 17 октября 1914 года в селе Верхняя Хава (ныне — административный центр Верхнехавского района Воронежской области Российской Федерации) в крестьянской семье. Русский. Окончил семь классов школы в родном селе и школу фабрично-заводского ученичества в Воронеже. До призыва на военную службу работал столяром.
В ряды Рабоче-крестьянской Красной Армии П. Г. Попов был призван Усманским районным военкоматом Воронежской области в декабре 1933 года. После прохождения срочной службы решил остаться в армии. В 1937 году окончил автобронетанковое училище. Служил в танковых частях РККА. К началу Великой Отечественной войны являлся слушателем Военной Академии Механизации и Моторизации РККА имени товарища Сталина. В первой половине октября 1941 года состоялся ускоренный выпуск Академии. В боях с немецко-фашистскими захватчиками капитан П. Г. Попов с 26 октября 1941 года на Западном фронте в должности командира танкового батальона в составе 43-й армии. Участвовал в оборонительных боях на реке Наре в ходе Битвы за Москву. Зимой — весной 1942 года Пётр Георгиевич участвовал в Ржевско-Вяземской операции и последующих боях на ржевско-вяземском выступе.
Летом 1942 года П. Г. Попову было присвоено звание майора, и 13 августа 1942 года Пётр Георгиевич был назначен командиром 27-й танковой бригады 2-го танкового корпуса Брянского фронта. До 22 августа 1942 года бригада Попова участвовала в обороне Воронежа, ведя бои северо-западнее города. 23 августа 1942 года 2-й танковый корпус был включён в состав 62-й армии Сталинградского фронта. 27-я танковая бригада сражалась на внешнем оборонительном обводе Сталинграда, а с 30 августа — на внутреннем обводе в составе Юго-Восточного фронта. В сентябре 1942 года в боях за Сталинград Пётр Георгиевич был тяжело ранен и эвакуирован в госпиталь.
После выздоровления П. Г. Попов был направлен на Северо-Западный фронт и был назначен командиром 3-го отдельного гвардейского танкового полка прорыва 34-й армии. Участвовал в боях по ликвидации демянской группировки противника. В бою под Старой Руссой в январе 1943 года он вновь был тяжело ранен и эвакуирован в госпиталь города Ярославля. После излечения и недолгого пребывания в офицерском резерве 27 июня 1943 года подполковник П. Г. Попов получил назначение на должность командира 60-й танковой бригады 34-й армии Северо-Западного фронта. До 27 августа 1943 года бригада Попова вела тяжёлые бои под Старой Руссой, после чего была переброшена на Калининский фронт и вошла в состав 39-й армии. Отличилась в Духовщинско-Демидовской операции фронта, проведённой в рамках Смоленской наступательной операции. 14 сентября 1943 года 60-я танковая бригада подполковника П. Г. Попова перешла в наступление на духовщинском направлении, и прорвав глубоко эшелонированную оборону противника, вышла на оперативный простор. Развивая наступление, подразделения бригады освободили населённые пункты Клячино, Большое и Малое Береснёво, Пономари, Починок, Глядки и Замаличье. В боях бригадой было уничтожено до 800 солдат и офицеров противника, подбито 5 самоходных артиллерийских установок, в том числе 2 САУ «Фердинанд», захвачено до 20 артиллерийских орудий различных калибров, взято в плен 20 немецких солдат. В деревне Пономари бригада разгромила штаб 197-й пехотной дивизии вермахта. В декабре 1943 года в составе 43-й армии 1-го Прибалтийского фронта бригада подполковника П. Г. Попова принимала участие в Городокской операции, в ходе которой были созданы условия для наступления в районе Витебска. В январе 1944 года 60-я танковая бригада была выведена в Московский военный округ.
В январе-феврале 1944 года Пётр Георгиевич осуществил переформирование своей бригады в 16-ю лёгкую самоходно-артиллерийскую бригаду и её перевооружение самоходными артиллерийскими установками СУ-57. 21 февраля 1944 года ему было присвоено звание полковника. 14 июля 1944 года бригада П. Г. Попова прибыла на 1-й Украинский фронт и была включена в состав 3-й гвардейской танковой армии. В ходе Львовско-Сандомирской операции в составе ударной группы фронта она была введена в Колтувский коридор и участвовала в окружении группировки немецко-фашистских войск во Львове. В конце июля 1944 года бригада вела успешное наступление на Перемышль и 27 июля участвовала в освобождении города, за что 10 августа 1944 года ей было присвоено почётное наименование «Перемышльская». С 30 июля по 6 сентября 1944 года Пётр Георгиевич руководил действиями своего подразделения на Сандомирском плацдарме.
14 января 1945 года 16-я лёгкая самоходно-артиллерийская бригада в составе 3-й гвардейской танковой армии с Сандомирского плацдарма перешла в наступление в ходе Сандомирско-Силезской фронтовой операции и в течение одного дня прорвала оборону противника и вышла на оперативный простор. Огнём своих орудий бригада обеспечивала форсирование частями армии рек Пилица, Варта и Одер. В ходе Нижнесилезской операции она способствовала освобождению города Бунцлау, за что была награждена орденом Красного Знамени, и участвовала во взятии города Гольдберга. Особо отличилась в Берлинской операции.
16 апреля 1945 года в рамках Котбус-Потсдамской фронтовой операции 16-я лёгкая самоходно-артиллерийская бригада, действуя на правом фланге 3-й гвардейской танковой армии, прорвала немецкую оборону на реке Нейсе южнее города Форст и устремилась к Котбусу. 18 апреля 1945 года, отразив несколько мощных контратак противника, бригада обеспечила форсирование подразделениями армии реки Шпрее в районе населённого пункта Гросс-Осниг. В районе Котбуса бригада разгромила и рассеяла крупную группировку вражеских войск и двинулась на северо-восток с задачей овладеть важным транспортным узлом городом Люббен. Гарнизон города насчитывал до 4000 человек, в то время как численность бригады составляла 600 военнослужащих. Тем не менее, благодаря умелому командованию 20-21 апреля 1945 года в уличных боях противник был разгромлен, потеряв около 1000 человек убитыми. Ещё 650 солдат и офицеров вермахта сдались в плен. В течение последующих двух дней бригада отражала контратаки численно превосходящих сил противника и удержала город. До конца апреля бригада Попова вела бои по ликвидации окружённой юго-восточнее Берлина крупной группировки противника. 30 апреля 1945 года она ликвидировала группировку немецких войск, вырвавшуюся из котла под Шпрембергом. Затем, совершив 60-километровый марш-бросок, самоходчики оказали помощь 7-му гвардейскому механизированному корпусу в бою восточнее Потсдама. На завершающем этапе Битвы за Берлин полковник П. Г. Попов решал задачу по предотвращению прорыва немецких войск из Берлина на запад, при выполнении которой его бригада овладела населёнными пунктами Кетцин, Марквардт, Рорбек, Эльсталь и Науэн. За отличие в Берлинской операции 16-я лёгкая самоходно-артиллерийская бригада была награждена орденом Суворова II степени и получила почётное наименование «Берлинская». Указом Президиума Верховного Совета СССР от 31 мая 1945 года полковнику Попову Петру Георгиевичу было присвоено звание Героя Советского Союза.
После взятия Берлина 16-я лёгкая самоходно-артиллерийская бригада принимала участие в Пражской операции. Действуя в авангарде 3-й гвардейской танковой армии, она своевременно заняла стратегически важный Судетский перевал и обеспечила высокие темпы наступления. 9 мая 1945 года САУ бригады с десантниками на броне первыми достигли окраин Праги и захватили мост через Влтаву. Здесь полковник П. Г. Попов завершил свой боевой путь. После окончания Великой Отечественной войны Пётр Георгиевич продолжил службу в бронетанковых и механизированных войсках Советской Армии, но тяжёлые ранения, полученные на фронте, сказались на его здоровье.
В 1947 году полковник П. Г. Попов уволился в запас. Жил в городе Ярославле. Работал в Ярославском территориальном управлении Государственного комитета по материально-техническому снабжению. Указом Президента Российской Федерации от 07.11.1995 года № 1090 за отличия в руководстве войсками при проведении боевых операций в период Великой Отечественной войны 1941—1945 годов полковник в отставке П. Г. Попов был награждён орденом Жукова. 25 апреля 2000 года Пётр Георгиевич скончался. Похоронен в Ярославле на Аллее Героев Воинского мемориального кладбища.

## Награды

### Награды Российской Федерации
- Орден Жукова (07.11.1995).

### Награды СССР
- Медаль «Золотая Звезда» (31.05.1945);
- орден Ленина (31.05.1945);
- орден Красного Знамени (15.09.1943);
- орден Суворова 2-й степени (06.04.1945);
- орден Отечественной войны 1-й степени (06.04.1985);
- медали, в том числе:
  - Медаль «За боевые заслуги» (06.11.1944);
  - медаль «За оборону Москвы»;
  - медаль «За оборону Сталинграда» (1943).

### Награды иностранных государств
- Военный крест (Чехословакия).

## Документы
- Общедоступный электронный банк документов «Подвиг Народа в Великой Отечественной войне 1941—1945 гг.» Дата обращения: 7 декабря 2012. Архивировано из оригинала 13 марта 2012 года.

Представление к званию Героя Советского Союза. Дата обращения: 7 декабря 2012. Архивировано 24 января 2013 года.
Список награждённых указом ПВС СССР от 25 мая 1945 года. Дата обращения: 7 декабря 2012. Архивировано 24 января 2013 года.
Орден Красного Знамени (наградной лист и приказ о награждении). Дата обращения: 7 декабря 2012. Архивировано 24 января 2013 года.
Орден Суворова 2-й степени (наградной лист и указ ПВС СССР о награждении). Дата обращения: 7 декабря 2012. Архивировано 24 января 2013 года.
ОрденОтечественной войны 1-й степени (информация из карточки награждённого к 40-летию Победы). Дата обращения: 7 декабря 2012. Архивировано 24 января 2013 года.
- Указ Президента Российской Федерации от  07.11.1995 № 1090  О награждении орденом Жукова военачальников — активных участников Великой Отечественной войны 1941-1945 годов За отличия в руководстве войсками при проведении боевых операций в период Великой Отечественной войны 1941-1945 годов. Дата обращения: 7 декабря 2012. Архивировано из оригинала 24 января 2013 года.